# Polanka Horyniecka
Polanka Horyniecka (bis 11. März 1939 deutsch Deutschbach, zwischen 1977 und 1981 Polanka) ist eine Ortschaft mit einem Schulzenamt der Gemeinde Horyniec-Zdrój im Powiat Lubaczowski der Woiwodschaft Karpatenvorland in Polen.

## Geographie
Der Ort liegt am Fluss Brusienka unter Roztocze.

## Geschichte

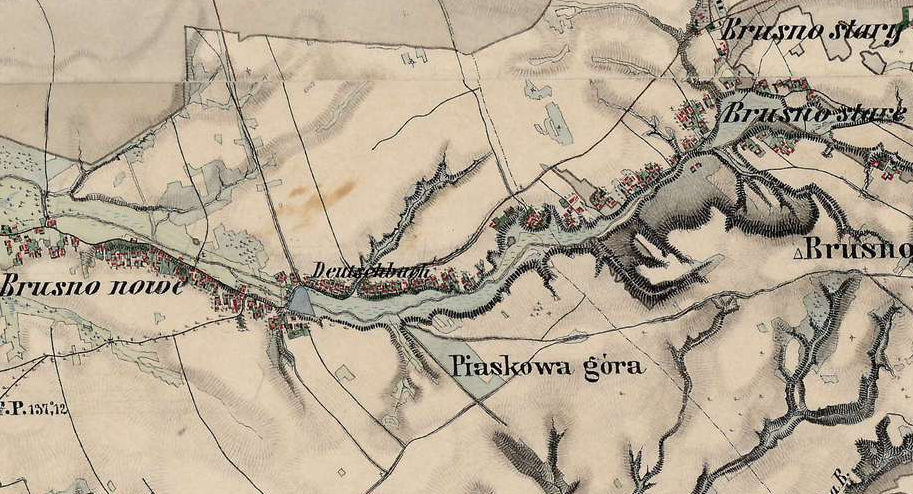
Brusno und Deutschbach auf der Franziszeischen Landesaufnahme um die Mitte des 19. Jahrhunderts

Bei der Ersten Teilung Polens kamen die Kammergüter der Stadt Lubaczów 1772 zum neuen Königreich Galizien und Lodomerien des habsburgischen Kaiserreichs (ab 1804).
Das Dorf entstand im Jahre 1785 im Zuge der Josephinischen Kolonisation auf dem Grund des Dorfes Brusno. Deutsche Kolonisten (18 Familien, 84 Menschen) katholischer und vor allem reformierter Konfession wurden dort angesiedelt. Die Kolonie wurde Deutschbach genannt. Bis Ende des 19. Jahrhunderts wurden die Nachgeborenen der Kolonisten zum größten Teil polonisiert. Im Jahre 1900 hatte das Dorf Deutschbach 23 Häuser mit 185 Einwohnern, davon waren 160 Polnischsprachige, 17 Deutschsprachige, 8 Ruthenischsprachige, 122 römisch-katholisch, 8 griechisch-katholisch, 5 jüdischer Religion, 50 anderen Glaubens.
1918, nach dem Ende des Ersten Weltkriegs und dem Zusammenbruch der k.u.k. Monarchie, kam Deutschbach zu Polen.
Im Jahre 1921 hatte das Dorf Deutschbach 32 Häuser mit 212 Einwohnern, davon waren 189 Polen, 23 Ruthenen, 180 römisch-katholisch, 23 griechisch-katholisch, 9 jüdischer Religion.
Im Zweiten Weltkrieg gehörte es zuerst zur Sowjetunion und ab 1941 zum Generalgouvernement.
Von 1975 bis 1998 gehörte Polanka Horyniecka zur Woiwodschaft Przemyśl.